# Rose Tico
Rose Tico è un personaggio immaginario dell'universo fantascientifico di Guerre stellari e uno dei principali della trilogia sequel. È interpretata dall'attrice statunitense Kelly Marie Tran.

## Apparizioni

### Star Wars: Gli ultimi Jedi
Rose compare per la prima volta all'interno della saga in Star Wars - Gli ultimi Jedi. Rose cattura Finn mentre cercava di fuggire per trovare Rey. In seguito, Rose e Finn stringono un'alleanza e partono su Cantonica per trovare un maestro apri codici per disattivare un segnalatore del Primo Ordine, usato per cercare la Resistenza. Su Cantonica, Finn e Rose trovano DJ, il maestro apri codici, e si dirigono sulla nave del Primo Ordine per disattivare il segnalatore. Ma Finn e Rose vengono traditi da DJ, che li consegna al Primo Ordine. Fortunatamente, Finn e Rose riescono a fuggire e si dirigono su Crait, dove si trova la Resistenza. Nella battaglia che ne segue, Rose viene gravemente ferita dopo aver salvato Finn. Rose entra così in coma.

### Star Wars: L'ascesa di Skywalker
Nel sequel Star Wars - L'ascesa di Skywalker, ambientato circa un anno dopo Gli ultimi Jedi, Rose si riprende dal suo incidente su Crait e ha un ruolo più marginale, in quanto, anziché aiutare Finn nella sua ricerca del malvagio Darth Sidious, aiuta la Resistenza a sconfiggere definitivamente il Primo Ordine. Partecipa in seguito alla battaglia finale su Exegol, riuscendo ad eliminare il Primo Ordine e Sidious. Dopodiché, partecipa alla vittoria finale insieme alla Resistenza.

## Caratterizzazione
Rose è un’eccellente meccanica, pur non avendo goduto di una formazione formale nell’ingegneria meccanica, rendendola intraprendente, inventiva e fuori dagli schemi.  Ad esempio, la maggior parte dei personaggi in Gli ultimi Jedi ha reagito in modo scioccato dal fatto che il Primo Ordine stava seguendo la Resistenza attraverso l'iperspazio perché lo ritenevano impossibile, ma Rose ha dedotto il modo in cui ci sono riusciti e ha contribuito a trovare una soluzione. Rose è appassionata, leale e impegnata, e possiede grande entusiasmo e intelligenza. Idealista ed energica, mantiene un senso di ottimismo nonostante il suo passato difficile.
Rose crede fortemente nella causa della Resistenza, alla quale dedica la sua vita, e che pone sopra a tutte le cose, inclusa se stessa. Proprio per questo si trovava in disaccordo con Finn all'inizio de Gli ultimi Jedi, che era più preoccupato a salvare se stesso e i suoi amici che ad aiutare la Resistenza o a fermare il Primo Ordine. Tuttavia, Rose lo ha ispirato, portandolo a convertirsi a parte del suo idealismo e mettere la missione della Resistenza davanti a se stesso. Rian Johnson ha descritto Rose come "l'angelo sulla spalla di Finn", che funge da coscienza e cerca di guidarlo nella giusta direzione. 
Rose era molto vicina alla sua famiglia, in particolare a sua sorella, che la incoraggiava e la aiutava con i suoi problemi di timidezza. Dopo la morte della sorella, Rose ha sentito un vuoto nella sua stessa identità, secondo Tran, ma l’ha spinta a combattere duramente contro il Primo Ordine.
La natura idealistica di Rose è qualcosa con cui lo spettatore può identificarsi, e sia Johnson che Tran hanno descritto Rose come un'improbabile eroina che preferiva lavorare dietro le scene. Nonostante il franchise di Star Wars si concentrasse spesso su eroi particolarmente forti o potenti, Rose è un membro della Resistenza di livello molto basso, proprio per dimostrare che ogni posizione conta e chiunque, indipendentemente dal loro stato o posizione, può fare la differenza. Pur avendo notevoli talenti e abilità, Rose non si considera un’eroina, né vuole diventarlo.

## Sviluppo

### Creazione

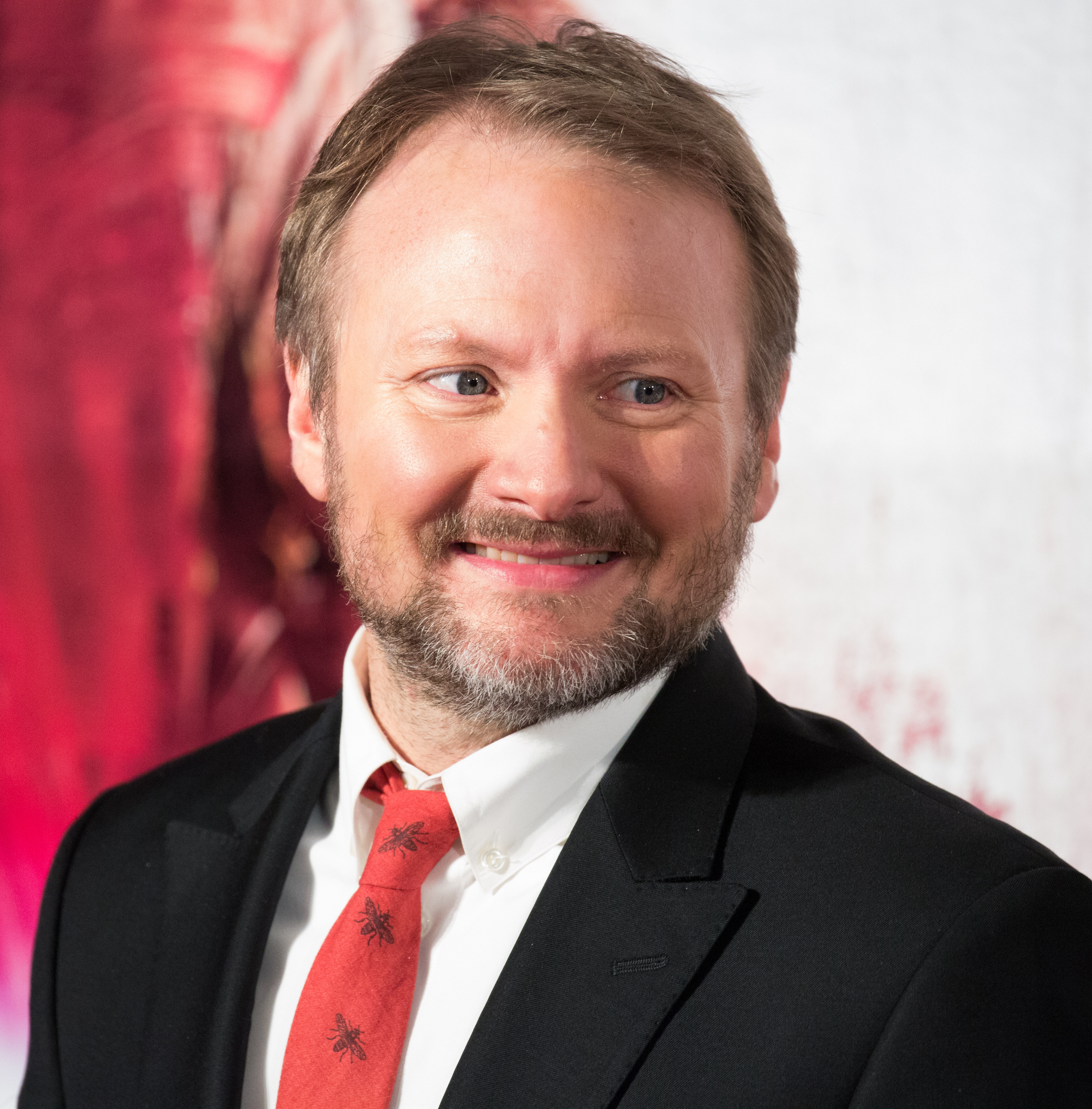
Rian Johnson, il creatore del personaggio.

Rose Tico è stata creata da Rian Johnson per il film Star Wars: Gli ultimi Jedi, che lui ha scritto e diretto. Originariamente, aveva scelto di mandare i personaggi Poe Dameron e Finn insieme a Canto Bight, ma decise di sostituire Poe con un personaggio femminile per realizzare una dinamica più interessante.
Dettagli sul personaggio sono stati discussi per la prima volta ad una convention a Orlando, in Florida, il 14 aprile 2017. All'epoca, era riferita solo con il suo nome, Rose; il suo cognome, Tico, non è stato rivelato fino ad un articolo di Vanity Fair del 23 maggio 2017. Johnson ha descritto Rose Tico come "la più grande aggiunta del film", e il suo nuovo personaggio preferito introdotto nel film.  Inoltre, a Rose è stato donato il maggior tempo nel film di qualsiasi altro nuovo personaggio introdotto nel film.
Il nome Rose è stato originariamente utilizzato per il personaggio Maz Kanata durante la pre-produzione di Star Wars - Il risveglio della Forza.  Il nome è un omaggio a Rose Gilbert, l'insegnante di inglese del liceo del regista del primo sequel J.J. Abrams e dello scenografo Rick Carter.

### Casting

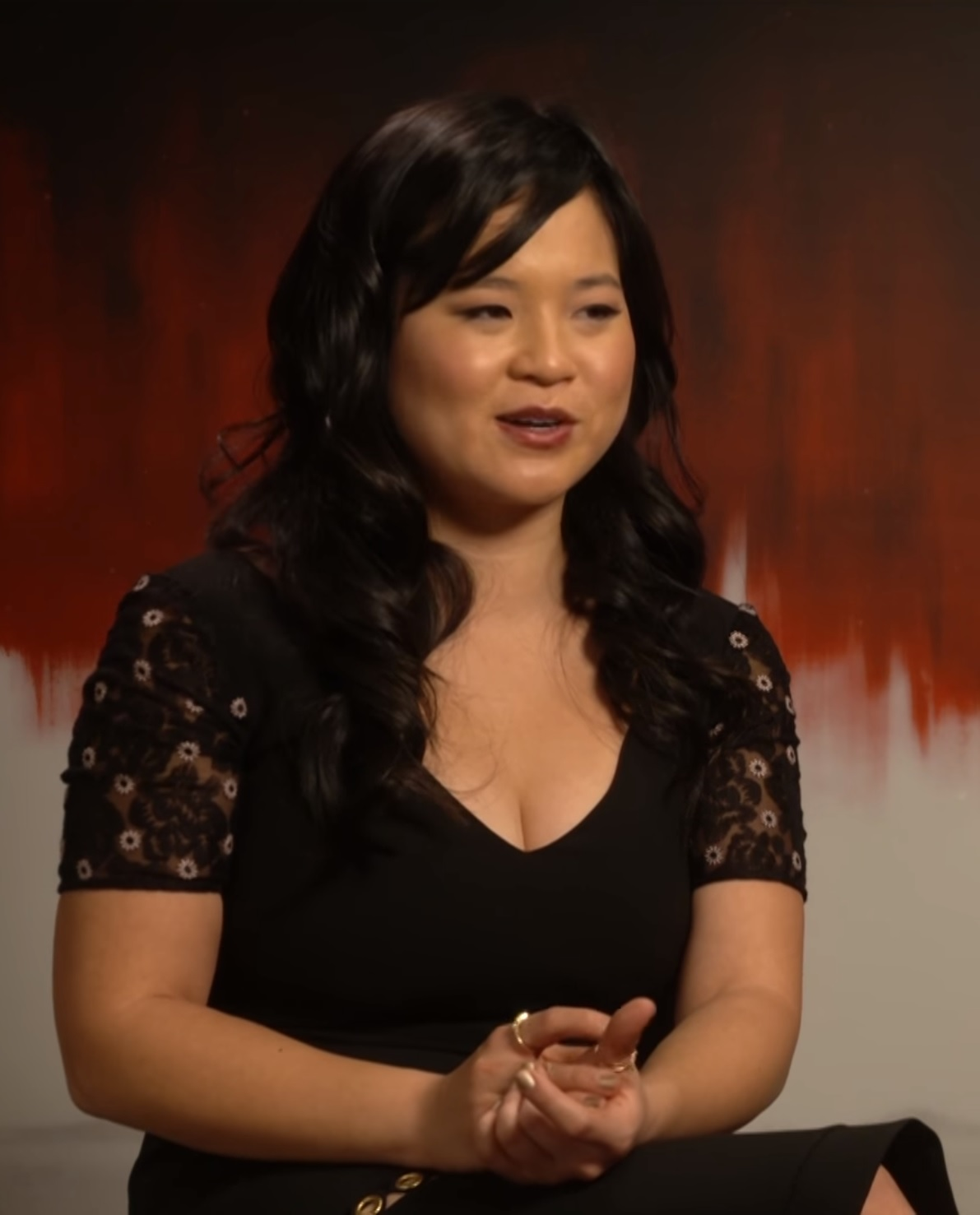
Kelly Marie Tran, interprete del personaggio, è stata la prima donna non bianca ad essere tra i personaggi principali di un film della saga.

Kelly Marie Tran ha trascorso anni cercando con non poca difficoltà di trovare lavoro nel settore recitativo e lavorava temporaneamente in altri mestieri, considerando di lasciare la recitazione del tutto prima di tenere l'audizione per Gli ultimi Jedi. Tran non era fan di Star Wars e non aveva mai visto un film della saga prima di decidere di fare un provino per il ruolo. Centinaia di altre attrici hanno fatto il provino per la parte di Rose Tico. Tran ha attraversato cinque intensi cicli di audizioni per cinque mesi tra l'estate e l'autunno del 2015.

### Riprese
Nel gennaio 2016, Tran si è trasferita a Londra per iniziare le riprese. Era vincolata da accordi di riservatezza secondo i quali non poteva parlare del personaggio e non poteva dire a nessuno che stava lavorando a un film di Star Wars, neanche alla sua stessa famiglia.  Tran ha infatti detto loro che stava girando un film indipendente in Canada; inviando loro foto del Canada scaricate da Internet.

## Accoglienza

### Accoglienza dalla critica
Il personaggio e l’interpretazione della sua attrice sono stati accolti molto positivamente dalla critica e dai fan della saga. Katerina Daley di ScreenRant ha affermato, basandosi sulle critiche e sulle reazioni dei fan che "Rose Tico sta rapidamente diventando un altro personaggio nella lunga serie di icone emerse da Star Wars". Per The Observer, Mark Kermode ha definito la recitazione di Tran "vincente" e il personaggio di Rose Tico "già uno dei preferiti dei fan". Alistair Harkness di The Scotsman ha chiamato Kelly Marie Tran "il cuore" de Gli ultimi Jedi. Annlee Ellingson di LA Biz ha scritto: "La prima donna asiatico-americana a recitare in un ruolo principale in un film di Star Wars, Tran è un'aggiunta gradita sia dal punto di vista culturale che narrativo, portando una rappresentazione molto apprezzata". Michael Sragow di Film Comment ha elogiato la recitazione energica ed emotiva di Tran, che secondo lui ha reso Rose la "figura più entusiasmante" tra gli eroi del film.
Anna Menta di Newsweek ha detto che Rose Tico "è rapidamente diventata un'aggiunta preferita all’universo di Star Wars" e che la personalità e l'entusiasmo off-camera di Tran l'hanno aiutata ad affascinare ancora di più i fan. Jen Yamato del Los Angeles Times ha e Matthew Aguilar di Comicbooks.com, allo stesso modo hanno espresso un parere simile. L’autrice del Quad-City Times Linda Cook ha definito Rose uno dei suoi nuovi personaggi preferiti di Star Wars, elogiando il suo avvincente retroscena e il suo rapporto con Finn. Il Daily Herald ha incluso l'interpretazione di Tran nei panni di Rose Tico nella sua lista dei "10 grandi interpreti cinematografici del 2017", con la scrittrice Sean Strangland che ha definito il personaggio "una delizia".
John W. Allman di Creative Loafing ha definito Rose "un'aggiunta meravigliosa con un grande retroscena" che ha elevato e portato una rinnovata attenzione al personaggio di Finn. La scrittrice Rosie Knight per Nerdist ha definito Rose un'aggiunta "molto necessaria" all'universo di Star Wars. Marlow Stern del Daily Beast ha definito l’interpretazione di Tran "una boccata d'aria fresca".
Alcuni critici a cui non è piaciuto Gli ultimi Jedi si sono comunque complimentati con il personaggio e la sua attrice. Lo scrittore di Salon Matthew Rozsa, che non ha amato il film e che ha criticato particolarmente la sequenza a Canto Bight, ha notato tuttavia: "la chimica tra Finn e Rose li rende facilmente i personaggi più simpatici del film".  Alyssa Rosenberg per il The Washington Post, che ha criticato il film, ha scritto di Kelly Marie Tran: "come quasi tutti in questo film, (lei) meritava di avere una migliore sceneggiatura di quanto le fosse stato dato". La scrittrice Emily Asher-Perrin di Tor.com ha affermato che il personaggio "merita più attenzione di quanto il film sia in grado di darle".
Molti critici hanno reagito negativamente alla sottotrama di Canto Bight con Rose e Finn, definendolo un elemento inutile e distrattivo del film che ha contribuito poco alla trama complessiva. Altri critici sono stati più negativi riguardo al personaggio di Rose Tico. Shyama Krishna Kumar, autrice del Gulf News, ha chiamato Rose una gradita aggiunta on generale, ma ha affermato che "avrebbe potuto godere di una maggiore profondità".  Lo scrittore di Cinevue Christopher Machell ha descritto il personaggio come "tristemente scritto male". Armond White di National Review ha definito il rapporto tra Finn e Rose una "commedia multiculturale" politicamente corretta.

### Attacchi discriminatori
Nonostante l'acclamo della critica, Tran è stata soggetto di attacchi razzisti e sessisti su Internet, inclusi insulti sulla sua etnia e sul suo peso, iniziati immediatamente dopo l'annuncio del suo casting.  In un'intervista del marzo 2018, Tran ha affermato di aver ricevuto "commenti davvero acidi, misogini, razzisti" sulla sua interpretazione di Rose Tico.  La voce di Rose Tico su Wookieepedia, un'enciclopedia online sull'universo di Star Wars, è stata modificata a favore di commenti razzisti e volgari nel dicembre 2017, attirando l'attenzione dei media nazionali. Fandom, il servizio che gestisce il dominio, ha rimosso le modifiche offensive, protetto la pagina e condannato pubblicamente i vandalismi.
Nel giugno 2018, Tran ha eliminato tutti i post del suo account Instagram in risposta agli abusi online. Molti membri del cast e della crew hanno difeso pubblicamente l'attrice, tra cui Rian Johnson, John Boyega, Domhnall Gleeson e Mark Hamill. L’attrice ha infine risposto agli attacchi tramite un comunicato sul The New York Times, dove ha confessato di aver quasi iniziato a credere ai commenti d’odio ricevuti e si è aperta sull’essere una donna americana-vietnamita.